# Abbreviatio compoti cuiusdam idiotae
Abbreviatio compoti cuiusdam idiotae ist die umfangreichste Schrift aus dem Bereich Astronomie/Computistik des mittelalterlichen Benediktinermönches und Wissenschaftlers Hermann des Lahmen. Diese – frei übersetzt – Kurze Einführung in den computus durch einen nicht ausreichend Gebildeten – wird ergänzt durch die Epistula de quantitate mensis lunaris (Brief über die Länge des Mondmonats) und Prognostica de defectu solis et lunae (Vorausberechnung von Sonnen- und Mondfinsternissen). Die Abbreviatio und Epistula wurden etwa 1042 verfasst, die Prognostica zwischen 1049 und 1052.  Alle drei Abhandlungen kreisen um das Problem der genauen zeitlichen Bestimmung der Mondbahn.

## Abbreviatio compoti cuiusdam idiotae
In den ersten 24 Kapiteln thematisiert Hermann die Grundprinzipien kirchlicher Kalenderrechnung, das julianische Kalenderjahr mit vierjährigem Schalttag, die Konstruktion des 19-jährigen Meton-Zyklus mit Mondschaltmonaten, -tagen sowie Mondsprung und die darauf basierende Mondalterberechnung mit Epakten, schließlich die Zusammenführung von Wochentags- und Mondarithmetik zur Bestimmung des Ostertermins und Definition des 532-jährigen Osterzyklus. Hierbei folgt er zwar den Themen, die Beda Venerabilis in seiner komputistischen Schrift De temporum ratione gesammelt hat, verzichtet aber auf die christlich/heilsgeschichtlichen Bezüge seines Vorgängers.
Im Folgenden verlässt er die Pfade der patrum traditio (überliefertes Wissen der Kirchenväter); in Kapitel 25 fragt er:
 ... que causa quisve error sit, ut lune etas compoto nostro regulisque antiquorum supradictis persepe non conveniat
 ... warum der berechnete und den Regeln der antiken Gelehrten entsprechende Mondstatus nicht dem beobachteten entspreche
Schon Beda Venerabilis habe dies beunruhigt (De temporum ratione, 43). Anders als Beda, der die Diskrepanz mit Rückgriff auf das Wissen alter Autoritäten, insbesondere der Kirchenväter hinnimmt, sucht Hermann nach einer rechnerischen Lösung, indem er die exakte Länge des synodischen Monats bestimmt. Dabei geht er nicht von astronomischen Himmelsbeobachtungen aus, sondern benutzt ausschließlich das tradierte Wissen. Nach der Überlieferung, die Hermann zur Verfügung steht (u. a. Beda Venerabilis: De temporum ratione, 44, 45, 56), dauert der 19-jährige Metonzyklus 228 Sonnenmonate zu 30 Tagen und 10,5 Stunden und gleichzeitig 235 Mondmonate zu 29 Tagen und 12 Stunden. Dies ergibt, wie er in Kapitel XXVII vorrechnet, eine Diskrepanz von 7 Tagen und 6 Stunden. Diese teilt er auf die Mondmonate auf und berechnet so deren Länge auf 29 Tage, 12 Stunden, 2 solares puncti, 14 ostenta und 160 athomi (Kapitel 32). Die kleinen Zeiteinheiten hat er vorher nach Beda Venerabilis (De temporum ratione, 3) definiert, allerdings ohne die athomi, deren Verwendung von Beda Venerabilis abgelehnt wurde. In den folgenden Kapiteln berechnet Hermann verschiedene Mondaltertabellen.

## Epistula de quantitate mensis lunae
Etwa zeitgleich legt Hermann in einem Brief an seinen Freund Herrandus die exakte Berechnung der Länge eines synodischen Mondmonats dar. Die Überlegungen korrelieren mit den Kapiteln 25-36 der Abbreviatio.

## Prognostica de defectu solis et lunae
Mit dieser Schrift (Voraussage von Sonnen- und Mondfinsternissen) überschreitet Hermann den Bereich der traditionellen Computistik und erstellt eine innovative astronomische Berechnung, obwohl er auch hier die überlieferten computistischen Traktate zugrunde legt.
In Kapitel I bis III stellt er die Grundlagen seiner Berechnung dar, die er zum Teil bei antiken Autoren, wie Plinius dem Älteren (Naturalis historia, II,44-48) und Macrobius (Kommentar zu Ciceros Somnium Scipionis, I.6,49-53; I.15,10-12) findet:
- Finsternisse finden nur bei Neumond bzw. Vollmond statt
- Finsternisse finden nur statt, wenn die Mondbahn die Ekliptik in einem Knoten kreuzt
- den zeitlichen Abstand zwischen zwei Neu- bzw. Vollmonden, den synodischen Monat hat er in der Abbreviatio berechnet
- in ähnlicher Weise berechnet er jetzt in Kapitel II die Dauer des siderischen Monats, von der er annimmt, dass sie der Dauer zwischen zwei absteigenden oder aufsteigenden Knoten entspricht. Sein errechneter Wert entspricht 27,32185039 Tagen und weicht nur wenig vom heute anerkannten Durchschnittswert ab[7]. Allerdings stellt er den Wert nicht als Dezimalzahl dar, sondern in der Form XXVII dies VIIque horas tales portiunculas XCII, wobei portiuncula eine Einheit ist, die Hermann für seine Rechenbelange geschaffen und mit 127tel einer Stunde definiert hat[8].

Daraus zieht er den Schluss, dass er ausgehend von einer nachgewiesenen Verfinsterung die folgenden bestimmen kann, indem er die Zeitpunkte berechnet, an denen ein Neu- bzw. Vollmond durch den zugehörigen Ekliptik Knoten geht. Diese Aufgabe bereitet er in den folgen Kapiteln durch die Erstellung zahlreicher Mondalter Tabellen vor.
Anschließend macht er den Praxistest. Im Kapitel XIII überprüft er, inwieweit seine Berechnung mit der Mondfinsternis vom 16. September 1046, die er selbst beobachten konnte, übereinstimmt. Tatsächlich ergibt die Berechnung ein Vollmond Mondalter, von der Ekliptik ist der Mond allerdings rechenmäßig mehr als 2 Tage entfernt. Hermann beendet damit die Schrift und kommt nicht zur eigentlichen Absicht, der Vorausberechnung von Finsternissen. Ob die rechnerischen Mittel, die ihm zur Verfügung standen, trotz Abakus nicht ausreichten, oder ob ihm Zweifel an seinem Lösungsansatz gekommen waren, muss offen bleiben. Tatsächlich ist sein Ansatz fehlerhaft, da für die Bestimmung der Finsternisse nicht der siderische, sondern der drakonitische relevant ist, der die Präzession des Mondes berücksichtigt. Überdies ist die optimistische Aussage Hermann in der Abbreviatio Kapitel XXV falsch
...absurdum putavit regulas seqendo lunam necdum esse contendere = ...nur der Törichte wird behaupten, dass der Mond den Regeln nicht folgt.
Im Gegenteil, die Mondbewegung wird von zahlreichen Kräften beeinflusst und ist schwer zu berechnen.

## Weiterleben und Überlieferung
Die Handschriften Hermanns, ergänzt durch Tabellen, wurden wenige Jahrzehnte später von mehreren Wissenschaftlern in Lothringen (Gerlandus Compotista) und Südwestengland (Malcher von Malvern) rezipiert und fortentwickelt.
Von der Abbreviatio sind derzeit 18 Handschriften in den bedeutenden Bibliotheken mehrerer europäischer Staaten bekannt, acht dieser Texte enthalten auch die Prognostica. Für ihre Edition, die die erste überhaupt ist, verwendete Nadja Germann hauptsächlich die Handschrift British Library, Arundel 356 um 1080.
Die Epistula wurde zuerst von Gabriel Meier editiert (Die sieben freien Künste im Mittelalter, 1887). Arno Borst nahm den Text in seine Ausarbeitung Ein Forschungsbericht Hermann des Lahmen auf.

## Textausgaben
- Arno Borst: Ein Forschungsbericht Hermanns des Lahmen. In: Deutsches Archiv für Erforschung des Mittelalters 40, 1984, S. 474–477.
- Nadja Germann: De Temporum Ratione. Quadrivium und Gotteserkenntnis am Beispiel Abbos von Fleury und Hermanns von Reichenau, Appendix.